# Pistolet Dreyse M1907
Dreyse M1907 – jest to pistolet samopowtarzalny zaprojektowany przez Louisa Schmeissera. Pistolet został nazwany po Johannie Nikolausie von Dreyse, projektancie karabinu iglicowego Dreyse M1849.